# Syzygium erythrodoxum
Syzygium erythrodoxum är en myrtenväxtart som först beskrevs av Spencer Le Marchant Moore, och fick sitt nu gällande namn av Bernard Patrick Matthew Hyland. Syzygium erythrodoxum ingår i släktet Syzygium och familjen myrtenväxter.
Artens utbredningsområde är Queensland. Inga underarter finns listade i Catalogue of Life.